# The Three Suns
The Three Suns — американская поп-группа в жанре easy listening, пользовавшаяся наибольшей популярностью в 1940-х и 1950-х годах.
Создание группы началось в 1939 году.
Когда к братьям Элу Невинсу (гитара) и Морти Невинсу (аккордеон) присоединился их двоюродный брат Арти Данн (вокал). популярность они съискали в ночных клубах, и в 1944 году, когда они работали в Нью-Йорке, с ними был подписан контракт на участие в короткометражных фильмах музыкального автомата Sounies. Они тогда исполнили перед камерой девять песен.

Ссылаясь на трансляцию от 13 декабря 1941 года из нью-йоркского отеля Piccadilly на NBC Red, 
Дик Картер написал: «Здесь было что-то необычное, и очень приятное. Three Suns — это электроорган, аккордеон и гитара, и они производят некоторые сенсационные музыкальные эффекты».
В 1944 году Three Suns записали свой первый хит «Twilight Time»; их версия была строго инструментальной и не включала текст, написанный позже Баком Рэмом. «Twilight Time» был продан тиражом более четырех миллионов экземпляров и был удостоен золотой пластинки.
Группа также примечательна тем, что они, как считалось, были любимой музыкальной группой бывшей первой леди Мейми Эйзенхар.
Первые записи, выпущенные Three Suns в 1940-х и 1950-х годах, были дисками на 78 об/мин. Между 1950 и 1954 годами RCA Victor выпустила несколько 10-дюймовых альбомов. В 1955 году Three Suns выпустили свой первый 12-дюймовый LP, Soft & Sweet, а в 1958 году — свой первый стерео LP.
Three Suns записали несколько сторон для V-Disc в 1940-х годах, которые были выпущены только правительством США для подразделений USO за рубежом. Эти 2 стороны были переизданы на двух CD в 1997 году компанией IMC Licensing. Большинство названий не были упорядочены на CD, как они появились на оригинальных 78-дюймовых.
В 1950-х годах группа продолжала выступать вживую с тем же составом, но на записи на RCA Victor часто заменяли одного или другого студийные музыканты, потому что клавишник Арти Данн не умел читать ноты, а гитарист Эл Невинс стал гораздо больше интересоваться производственным аспектом звукозаписывающего бизнеса. Популярность группы начала убывать, когда рок-н-ролл стал популярным в середине 1950-х годов, но группа смогла переосмыслить подход, используя записи на RCA Victor в качестве аудиолаборатории, используя дополнительные инструменты и новые стереофонические эффекты. Эти новые аранжировки стали популярными среди поклонников лаунж-музыки и экзотики. Эл Невинс оставался на RCA Victor в качестве продюсера и аранжировщика до своей смерти в 1965 году; затем Морти Невинс нанял студийных музыкантов Фреда Мендельсона и Винни Белла и записал новый стереоальбом для Musicor в 1966 году, используя название Three Suns.

## В культуре
Песня в исполнении группы под названием «Worry Worry Worry», выпущенная в 1948 году, была представлена в видеоигре Fallout 4 на внутриигровом радио Bethesda Game Studios.
Их песни и музыкальные композиции звучали в фильме А.Хичкока под названием «Веревка».